# Igreja de Nossa Senhora da Conceição (Ponta Delgada)

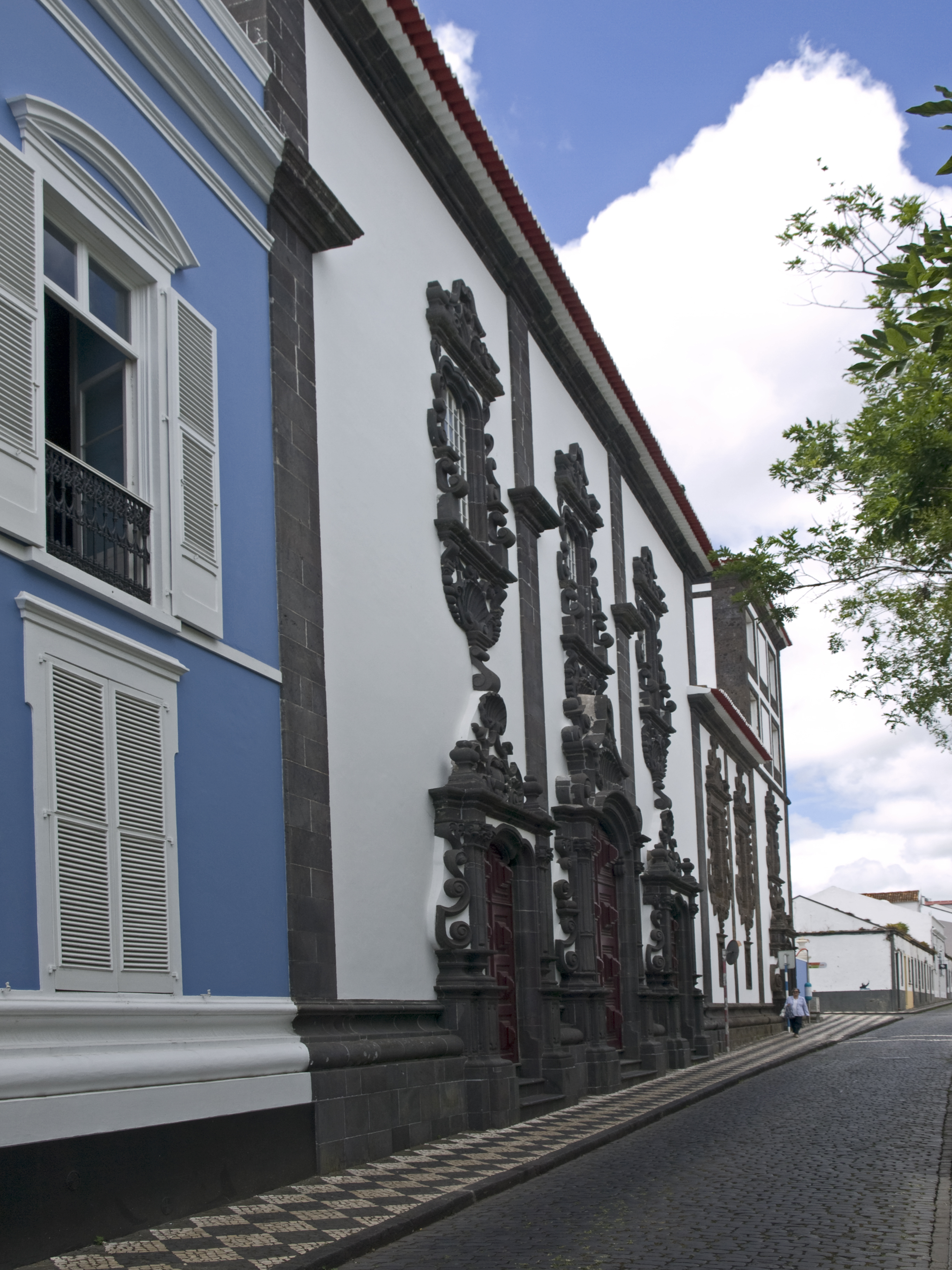
Igreja de Nossa Senhora da Conceição

A Igreja de Nossa Senhora da Conceição localiza-se na cidade e concelho de Ponta Delgada, na ilha de São Miguel, na Região Autónoma dos Açores, em Portugal.

## História
Este templo e o convento a que pertencia situavam-se primitivamente junto do Paço do Conde, construídos em chão que era pertença dos seus respectivos instituidores, os irmãos doutores e padres Francisco e João de Andrade Albuquerque.
A licença para a sua instituição foi concedida por Breve do Papa Clemente IX, datado de 14 de maio de 1664. As obras começaram nesse mesmo ano, de vez que a primeira pedra foi colocada no dia 8 de setembro, tendo os trabalhos se estendido por sete anos, uma vez que, no dia 3 de agosto de 1671, entravam para o convento as primeiras freiras, entre as quais duas irmãs dos instituidores.
Segundo Chaves e Melo, o Convento da Conceição no ano de 1723 tinha 44 freiras e 15 servas, pupilas e noviças e dispunha de uma renda anual de 160 moios de trigo e uma avultada quantia em dinheiro.
Por essa época, chamavam às freiras deste mosteiro as Comendadeiras de Nossa Senhora da Conceição. Dispondo ainda hoje de uma notável fachada em estilo barroco, esta igreja ainda possui algumas peças curiosas que atestam a sua antiguidade e apresenta ainda, a um lado da capela-mor, o brasão dos Andrades de Albuquerque.
Com a extinção das ordens religiosas, o convento passou a servir para repartições públicas, nele se instalando vários serviços, dentre eles o Governo Civil e a Junta Geral do Distrito. Nos lugares onde existiam os coros alto e baixo, estiveram instalados os antigos Tribunal da Relação dos Açores e o Tribunal Judicial da Comarca.